# Kofi Awoonor
Kofi Awoonor (13 de marzo de 1935 - 21 de septiembre de 2013) fue un profesor, escritor, poeta, embajador, guionista y autor ghanés.

## Biografía
Nacido George Kofi Nyidevu Awoonor Williams, su obra combina las tradiciones poéticas de su nativo pueblo ewe y el simbolismo contemporáneo y religioso para representar África durante la descolonización. Empezó a escribir con el nombre de George Awoonor Williams. El profesor Kofi Awoonor fue una de las víctimas que murieron el 21 de septiembre de 2013 en un ataque terrorista en el centro comercial de Westgate en Nairobi, Kenia, por el grupo militante Al-Shabaab.

## Obra
Poesía
- Rediscovery and Other Poems (1964)
- Night of My Blood (1971) – poemas que exploran las raíces de Awoonor, y el impacto de la dominación extranjera en África[6]
- The House By the Sea (1978)

Novelas
- This Earth, My Brother (1971) – un cruce entre una novela y un poema.[6]
- Comes the Voyager at Last (1992)

No ficción
- The Breast of the Earth: A Survey of the History, Culture, and Literature of Africa South of the Sahara (1975) Anchor Press, ISBN 0-385-07053-5
- Ghana: A Political History from Pre-European to Modern Times (1990)